# Eres para mí
«Eres para mí» es una canción de la cantante mexicana Julieta Venegas. Es el tercer sencillo de su cuarto álbum de estudio titulado Limón y sal, cuenta con la colaboración de la rapera chilena Anita Tijoux y producida por Cachorro López y Julieta Venegas. Fue lanzada el 1 de enero de 2007.
Esta canción recibe buena aceptación y fue todo un suceso en Latinoamérica y México encabezando las listas como Colombia y Argentina. En los Estados Unidos en la lista Billboard Latin Top Songs se coloca en la posición número 5 y el número 2 en Latin Pop Airplay. Así teniendo el mismo éxito comercial como su primer sencillo «Me voy». Es certificada como disco de oro por el AMPROFON por sus altas ventas. La canción fue ganadora como "Tema Pop Femenino Airplay del Año" en los Premios Billboard. El vídeo de este sencillo fue grabado en Argentina y fue dirigido por Sebastián Sánchez y fue estrenado el 29 de enero de 2007.

## Listas
"Eres para mí" se ha convertido en su canción más exitosa en los Estados Unidos, llegando al #5 en los Estados Unidos Hot Latin Tracks y en el Latin Pop Airlplay en la posición #2, en la radio en México llegó al #1, en pocas semanas, la canción también se ha convertido en la canción más exitosa del álbum en Latinoamérica, Colombia, Argentina llegando al #1 en ambos lugares, y top 5 en Chile.

## Video

### Desarrollo
El vídeo musical fue dirigido por Sebastián Sánchez que ha trabajado con banda como Babasónicos, en este vídeo contó con toda el apoyo de su disquera. Fue grabado en Argentina en la República de los Niños que representa una ciudad en miniatura para los niños. Fue estrenado el 29 de enero de 2007 por MTV Latinoamérica.

### Sinopsis
El video comienza con Julieta manejando un auto rojo y blanco escuchando en la radio la canción de "Limón y sal", sale de auto y comienza la música, va cantándole a la cámara mientras recorre la "aldea" se topa con un "hombre pulpo". Le sigue un vendedor de papas y después una mujer policía que intenta atrapar a un ladrón. Cuando empieza a cantar Anita, ella camina hacia en medio de la calle con los personajes anteriores bailando una coreografía. En eso vuelve a aparecer Julieta y las dos cantan al final. Sólo queda Julieta haciendo señales de Tu Eres Para Mí Yo Soy Para Ti.
En Los 100 + pedidos de MTV del 2007 queda el video en la posición #70 en el conteo del Norte y en el Sur en la #30

## Formatos
- Descarga digital

| «Eres para mí» — Sencillo |                |          |  |
| N.º                       | Título         | Duración |  |
| 1.                        | «Eres para mí» | 3:13     |  |

- Sencillo en CD

| «Eres para mí» — Sencillo |                |          |  |
| N.º                       | Título         | Duración |  |
| 1.                        | «Eres para mí» | 3:16     |  |

## Posicionamiento en las listas

### Semanales
| Argentina      | Top 20 Argentina               | 1  |
| Chile          | Top 20 Chile                   | 3  |
| Colombia       | National-Report                | 1  |
| Estados Unidos | Billboard Hot Latin Songs      | 5  |
| Estados Unidos | Billboard Latin Pop Songs      | 2  |
| Estados Unidos | Billboard Hot 100              | 33 |
| Estados Unidos | Billboard Latin Rhythm Airplay | 22 |
| México         | Monitor Latino                 | 1  |
| Venezuela      | Record Report (Pop/Rock)       | 7  |

## Sucesiones
| Predecesor: «Si nos quedara poco tiempo» de Chayanne | Argentina Top 20 — Sencillo N.º 1 10 de mayo de 2007 — 24 de mayo de 2007 | Sucesor: «Beautiful Liar» de Beyoncé con Shakira |

### Anuales
| Estados Unidos | Billboard Latin Songs     | 35 |
| Estados Unidos | Billboard Latin Pop Songs | 16 |

## Certificaciones
| País   | Organismo certificador | Certificación | Simbolización | Ref.   |
| ------ | ---------------------- | ------------- | ------------- | ------ |
| México | AMPROFON               | Oro           | ●             | [ 14 ] |

## Premios y nominaciones
- Los Premios MTV 2007
  - Canción del Año - Nominación

- Latin Billboard
  - Tema Pop Femenino Airplay del Año - Ganadora

## Versiones
"Eres Para Mí" ha tenido varias versiones que han tratado de experimentar diversos ritmos con la letra:
- Eres Para Mí (Versión del álbum con Anita Tijoux)
- Eres Para Mí (Versión El Sonidero Nacional y Celso Piña)
- Eres Para Mí con Kinky y Daddy Yankee en Los Premios MTV Latinoamérica 2006
- Eres Para Mí (Mix Disco Antromix)
- Eres Para Mí (Pepsi-Navidad con Daddy Yankee)
- Eres Para Mí (MTV Unplugged con La Mala Rodríguez)

Y otras colaboraciones en vivo durante en El Presente Tour, de su álbum MTV Unplugged: Dante, La Mala Rodríguez, Vanexxxa y otros compañeros musicales.